# Carrington and New Bolingbroke
Carrington and New Bolingbroke är en civil parish i East Lindsey, Storbritannien. Den ligger i grevskapet Lincolnshire och riksdelen England, i den sydöstra delen av landet, 170 km norr om huvudstaden London. Det inkluderar Carrington och New Bolingbroke.